# 珪化木
珪化木（けいかぼく）は、植物の化石の一形態。木石（ぼくせき）、木化石（ぼっかせき）、材化石（ざいかせき）ともいう。

## 概要
地層中の水に溶けた二酸化ケイ素（シリカ）が木材の細胞内や細胞間隙に沈着または沈殿したものである。シリカの沈積が進むと、非晶質なシリカ、さらにクリストバライト・トリディマイトや石英などの鉱物を形成することがあり、まれにオパールを析出するものもある。
通常は陸成の堆積物中で形成され、海成の堆積物中では石灰化木となることが多い。珪化木の炭化作用と石炭の炭化曲線はほぼ一致することがわかっており、セルロース分が多い部分ではシリカの沈着により珪化しやすく、セルロース分の少ない部分では炭化しやすいと考えられている。
ただ、一般的に珪化木と呼ばれるものも、シリカ鉱物の種類や結晶度、珪化や炭化の程度、珪化してからの続成作用などに大きな違いがあり、シリカの供給源や溶融状態、地下水の熱、圧力、pHなども影響していると考えられるため、珪化木の成因のすべてが明らかになっているわけではない。

## 主な産出地

### アメリカ合衆国
アメリカ合衆国ではアリゾナ州北東部のペトリファイド・フォレスト国立公園（化石の森国立公園）が有名な産出地である。

### 日本
日本では以下が、天然記念物として国の文化財の指定を受けている。
- 根反の大珪化木（岩手県二戸郡一戸町）- 特別天然記念物
- 姉帯・小鳥谷・根反の珪化木地帯（岩手県二戸郡一戸町）
- 手取川流域の珪化木産地（石川県白山市）
- 波根西の珪化木（島根県大田市）
- 夜宮の大珪化木（福岡県北九州市戸畑区）
- 名島の檣石（福岡県福岡市東区）